# Episodi di Bloom (prima stagione)
La prima stagione della serie televisiva Bloom è stata distribuita sulla piattaforma streaming australiana Stan il 1º gennaio 2019.
In Italia, la stagione è inedita.
| nº | Titolo originale | Titolo italiano | Prima TV USA    | Prima TV Italia |
| -- | ---------------- | --------------- | --------------- | --------------- |
| 1  | The Memory Box   |                 | 1° gennaio 2019 | inedito         |
| 2  | Back to Life     |                 | 1° gennaio 2019 | inedito         |
| 3  | Redemption       |                 | 1° gennaio 2019 | inedito         |
| 4  | Little Miracle   |                 | 1° gennaio 2019 | inedito         |
| 5  | The Kick Inside  |                 | 1° gennaio 2019 | inedito         |
| 6  | Super Sam        |                 | 1° gennaio 2019 | inedito         |